# Ciutat Blanca de Tel-Aviv
La Ciutat Blanca de Tel-Aviv (en hebreu: עיר הלבנה) (transliterat: Ir HaLevanah) es refereix a una col·lecció de més de 4.000 edificis Bauhaus o d'estil internacional construïts a Tel-Aviv des de la dècada de 1930 pels arquitectes jueus alemanys que van emigrar al Mandat Britànic de Palestina després de la pujada dels nazis. Està inscrita a la llista del Patrimoni de la Humanitat de la UNESCO des del 2003.
Tel-Aviv compta amb el major nombre d'edificis d'aquest estil a qualsevol ciutat del món. Preservació, documentació i exposicions han atret l'atenció a la recollida de l'arquitectura de 1930 de Tel-Aviv. El 2003, les Nacions Unides per a l'Educació, la Ciència i la Cultura (UNESCO) va proclamar Ciutat Blanca de Tel-Aviv un lloc del Patrimoni Mundial Cultural com "un exemple excepcional de nou urbanisme i l'arquitectura al segle xx. S'hi reconeix l'adaptació única de les modernes tendències arquitectòniques internacionals a les tradicions culturals, climàtiques i locals de la ciutat. El Centre Bauhaus de Tel-Aviv organitza visites regulars arquitectòniques de la ciutat.